# 경주 오류리 등나무
경주 오류리 등나무는 대한민국의 천연기념물이다. 대한민국 경주시 현곡면 오류리에 위치한 등나무가 나란히 서 있다. 이곳에 연못이 있었다고 하나 지금은 흔적조차 없고, 네 그루의 등나무가 두 그루씩 엉켜 있다. 전설에 의하면 신라시대 때 용의 숲이라는 뜻으로 용림이라 불렀으며, 등나무를 용등이라 불렀다고 한다.
원래 명칭은 '오류리의 등' 이었으나, 2008년 4월 변경되었다.